# Martarchaeota
„Candidatus Martarchaeota“ (früher „Ca. Marsarchaeota“) ist ein vorgeschlagenes Phylum (Kandidatenphylum) im Archaeen-Reich Thermoproteati (früher „TACK-Superphylum“).
Der taxonomische Rang dieser Klade ist noch in der Diskussion (Stand 1. Juli 2025).
Beispielsweise wurde vorgeschlagen, die Gruppe als Ordnung „Marsarchaeales“ innerhalb der Klasse Thermoprotei_A [Sulfolobia] des Phylums Thermoproteota einzustufen.
Übereinstimmend wird jedoch die Zugehörigkeit zum Reich Thermoproteati (früher „TACK-Superphylum“) angenommen.
Mitglieder der Marsarchaeen sind häufig in geothermischen Eisenoxid-Mikrobenmatten zu finden.
Sie wurden zuerst im Yellowstone National Park in saurem Milieu (acidophil) bei Temperaturen von 50 bis 80 °C (thermophil) gefunden.
Sie sind fakultativ aerobe Chemoorganotrophe, die auch Eisen(III)-Reduktion durchführen können.

## Beschreibung
Einzelzell-Sequenzierung, Anreicherungskultivierung und in situ Transkriptionsanalysen zeigen ihre biogeochemische Rolle als fakultativ aerobe Chemoorganotrophe, die auch die Reduktion von Fe(III) vermitteln können. Phylogenetische Untersuchungen zeigen, dass diese Archaeenklade zwischen den Thermoprotei („Crenarchaeota“) und allen anderen wichtigen Archaeenlinien verzweigen.
Die Klade der Marsarchaeen enthält mindestens zwei Subkladen:
Transkriptomische Analysen mehrerer Fe(III)-Oxidmatten-Gemeinschaften zeigen, dass diese Organismen zwei verschiedene terminale Oxidase-Komplexe in situ aktiv transkribierten. Dazu kommen Gene, die einen F420-abhängigen Butanal-Katabolismus umfassen. Die weite Verbreitung dieser Archaeen in geothermalen, mikroaerobischen Fe(III)-Oxidmatten legt nahe, dass ähnliche Habitattypen wahrscheinlich eine wichtige Rolle in der Evolution der Archaeen gespielt haben.
In der Genome Taxonomy Database (GTDB) rangieren beide Subkladen als Gattungen in der Familie „Marsarchaeaceae“, dazu kommen inzwischen noch weitere Gattungen, sowie eine weitere angenommene Familie um das „Archaeon UBA168“ aus einer sauer-heißen Quelle Taiwans.

## Systematik
Systematik der „Martarchaeota“/„Marsarchaeales“ nach der List of Prokaryotic names with Standing in Nomenclature (LPSN), mit Ergänzungen nach der Taxonomie des National Center for Biotechnology Information (NCBI) und der Genome Taxonomy Database (GTDB) mit Stand 1. Juli 2025:
Phylum „Ca. Martarchaeota“ corrig. Jay et al. 2018 [„Ca. Marsarchaeota“ Jay et al. 2018]
- ohne Klassenzuweisung
  - Ordnung „Marsarchaeales“ (GTDB)[A. 3]
    - Familie „Marsarchaeaceae“ (GTDB)
      - Gattung BE-D (GTDB) [Ca. Marsarchaeota group 1, G1 (NCBI)]
        - Spezies BE-D sp003019595 [„Ca. Marsarchaeota G1 archaeon BE_D“ (NCBI)] (Typusart), mit
          - Stamm BE_D alias G1 BE_D – Fundort: Beowulf Spring, westlich vom Constant Geyser, One Hundred Spring Plain (OSP),[6] Yellowstone-Nationalpark, USA

        - Spezies „Ca. Marsarchaeota G1 archaeon OSP_B“ (NCBI), mit
          - Stamm OSP_B alias G1 OSP_B – Fundort: OSP Spring, nördlich vom Constant Geyser, One Hundred Spring Plain (OSP),[6] Yellowstone-Nationalpark, USA

        - Spezies „Ca. Marsarchaeota G1 archaeon OSP_C“ (NCBI), mit
          - Stamm OSP_C alias G1 OSP_C – Fundort: OSP Spring, nördlich vom Constant Geyser, One Hundred Spring Plain (OSP),[6] Yellowstone-Nationalpark, USA

        - Spezies „Ca. Marsarchaeota G1 archaeon OSP_D“ (NCBI), mit
          - Stamm OSP_D alias G1 OSP_D – Fundort: OSP Spring, nördlich vom Constant Geyser, One Hundred Spring Plain (OSP),[6] Yellowstone-Nationalpark, USA

      - Gattung ECH-B-1 (GTDB) [Ca. Marsarchaeota group 2, G2 (NCBI)]
        - Spezies ECH-B-1 sp003019535 [Ca. Marsarchaeota G2 archaeon ECH_B_1 (NCBI)] (Typusart), mit
          - Stämme ECH_B_1 alias G2 ECH_B_1; ECH_B_2 alias G2 ECH_B_2 und ECH_B_3 alias G2 ECH_B-3 – Fundort jeweils: Echinus Geyser,[7] Yellowstone-Nationalpark, USA

        - Spezies ECH-B-1 sp035294065 [Bacterium isolate SMAG_U9890 (NCBI)], mit
          - Stamm SMAG_U9890 – Fundort: im S von Centralia (Pennsylvania), USA

        - Spezies ECH-B-1 sp038884175 [Thermoprotei archaeon isolate DRTY-6_201907_bins_18 (NCBI)], mit
          - Stamm DRTY-6_201907_bins_18 – Fundort: Quelle DRTY-6, Rehai-Thermalgebiet im SW von Xiazhai,[8] Tengchong, Yunnan-Provinz, China

        - Spezies ECH-B-1 sp902812505 [Archaeon isolate B26 (NCBI)], mit
          - Stamm B26 – Fundort: Insel Pantelleria, Italien

        - Spezies „Ca. Marsarchaeota G2 archaeon BE_D“ (NCBI), mit
          - Stamm BE_D alias G2 BE_D – Fundort: Beowulf Spring, westlich vom Constant Geyser, One Hundred Spring Plain (OSP),[6] Yellowstone-Nationalpark, USA

        - Spezies „Ca. Marsarchaeota G2 archaeon OSP_D“ (NCBI), mit
          - Stamm OSP_D alias G2 OSP_D – Fundort: OSP Spring, nördlich vom Constant Geyser, One Hundred Spring Plain (OSP),[6] Yellowstone-Nationalpark, USA

        - Spezies „Ca. Marsarchaeota G2 archaeon ECH_B_SAG-C16“ (NCBI), mit
          - Stamm ECH_B_SAG-C16 – Fundort: Echinus Geyser,[7] Yellowstone-Nationalpark, USA

        - Spezies „Ca. Marsarchaeota G2 archaeon ECH_B_SAG-E12“ (NCBI), mit
          - Stamm ECH_B_SAG-E12 – Fundort: Echinus Geyser,[7] Yellowstone-Nationalpark, USA

        - Spezies „Ca. Marsarchaeota G2 archaeon ECH_B_SAG-F08“ (NCBI), mit
          - Stamm ECH_B_SAG-F08 – Fundort: Echinus Geyser,[7] Yellowstone-Nationalpark, USA

        - Spezies „Ca. Marsarchaeota G2 archaeon ECH_B_SAG-G06“ (NCBI), mit
          - Stamm ECH_B_SAG-G06 – Fundort: Echinus Geyser,[7] Yellowstone-Nationalpark, USA

        - Spezies „Ca. Marsarchaeota G2 archaeon ECH_B_SAG-G16“ (NCBI), mit
          - Stamm ECH_B_SAG-G16 – Fundort: Echinus Geyser,[7] Yellowstone-Nationalpark, USA

        - Spezies „Ca. Marsarchaeota G2 archaeon ECH_B_SAG-M15“ (NCBI), mit
          - Stamm ECH_B_SAG-M15 – Fundort: Echinus Geyser,[7] Yellowstone-Nationalpark, USA

      - Gattung JAKAWJ01
        - Spezies JAKAWJ01 sp021800035 [Archaeon isolate FK5.bin12 (NCBI)], mit
          - Stamm FK5.bin12 – Fundort: Blei-Zink-Mine Fankou, nordöstlich von Shizishi,[9] Guangdong-Provinz, China

        - Spezies JAKAWJ01 sp021817005 [Archaeon isolate YP4.bin50 (NCBI)], mit
          - Stamm YP4.bin50 – Fundort: Kupfermine Yongping,[10] Jiangxi-Provinz, China

      - Gattung JAMDBQ01
        - Spezies JAMDBQ01 sp023487445 [Ca. Marsarchaeota archaeon isolate FK_Sedi_B_Bin.208 (NCBI)], mit
          - Stamm FK_Sedi_B_Bin.208 – Fundort: Fankou-Mine, nordöstlich von Shizishi,[9] Guangdong-Provinz, China

        - Spezies JAMDBQ01 sp038883995 [Thermoprotei archaeon isolate DRTY-6_201907_bins_33 (NCBI)], mit
          - Stamm DRTY-6_201907_bins_33 – Fundort: Quelle DRTY-6, Rehai-Thermalgebiet im SW von Xiazhai,[8] Tengchong, Yunnan-Provinz, China

    - Familie f__UBA168 (GTDB)
      - Gattung UBA168
        - Spezies UBA168 sp002507085 [Archaeon UBA168 (NCBI)] (Typusart), mit
          - Stamm UBA168 – Fundort: Shi-Huang-Ping (SHP) alias Szehuangtzeping, eine sauer-heiße Quelle der Datun-Vulkangruppe, Nord-Taiwan.

        - Spezies UBA168 sp011055275 [Thermoprotei archaeon isolate SpSt-1254 (NCBI)], mit
          - Stamm SpSt-1254 – Fundort: Thermalquelle Arkashin, Uson-Caldera, Kamtschatka

        - Spezies UBA168 sp023256295 [Thermoproteati archaeon isolate KMA_Bin24 (NCBI)], mit
          - Stamm KMA_Bin24 – Fundort: Thermalquelle im Gebiet des Vulkans Mutnowski, Kamtschatka

        - Spezies UBA168 sp023256375 [Thermoproteati archaeon isolate KMA_Bin27 (NCBI)], mit
          - Stamm KMA_Bin27 – Fundort: Thermalquelle im Gebiet des Vulkans Mutnowski, Kamtschatka

## Etymologie
Die Bezeichnung „Marsarchaeota“ bzw. „Martarchaeota“ sind nach dem roten Planeten Mars und damit dem gleichnamigen römischen Kriegsgott benannt – das ‚s‘ am Ende wird in Verbindungen zu einem ‚t‘, lateinisch Martius ‚des/vom Mars‘, ‚zum Mars gehörig‘, z. B. Campus Martius ‚Marsfeld‘. Die Endung ’-archaeota zeigt ein Archaeenphylum an. Entsprechen zeigt in der Ordnungsbezeichnung „Marsarchaeales“ die Endung ‚-archaeales‘ eine Archaeenordnung an.